# Dole (Jura)
Dole (/dɔl/, antiguamente en español, Dola) es una ciudad y comuna francesa, situada en el departamento de Jura, de la región de Borgoña-Franco Condado. Célebre por ser la cuna del famoso químico y biólogo Louis Pasteur, y fue escenario de la película de 1995 Le bonheur est dans le pré (La alegría está en el campo).
Los habitantes se llaman Dolois.

## Historia
Dole, que resistió en 1636 un asedio francés de más de dos meses, fue la capital del Franco Condado español hasta que Luis XIV conquistó la región el 6 de junio de 1674 y trasladó el parlamento de Dole a Besanzón. La universidad, fundada por Felipe III de Borgoña (apodado el Bueno) en 1422, también fue trasladada a Besanzón en ese tiempo.

## Geografía
Dole se ubica en el río Doubs. La comuna tiene un área de 38,38 km².

## Demografía
| 9 000 | 8 235 | 8 678 | 9 647 | 9 927 | 10 137 | 10 713 | 10 5 | 10 830 | 10 985 | 10 605 | 11 093 | 11 679 | 12 924 | 13 190 | 13 293 | 14 253 | 14 437 | 14 627 | 14 838 | 16 294 | 16 208 | 18 093 | 18 066 | 18 117 | 18 250 | 22 022 | 24 525 | 27 188 | 29 295 | 26 889 | 26 577 | 24 949 | 25 051 | 23 373 |
| Para los censos de 1962 a 1999 la población legal corresponde a la población sin duplicidades (Fuente: INSEE [Consultar]) |       |       |       |       |        |        |      |        |        |        |        |        |        |        |        |        |        |        |        |        |        |        |        |        |        |        |        |        |        |        |        |        |        |        |

Dole es la comuna más poblada de Jura, aunque la prefectura reside en la comuna de Lons-le-Saunier.

## Ciudades hermanas
- Lahr, Baden-Württemberg, Alemania
- Tábor, República Checa
- Olesa de Montserrat, Cataluña, España
- Carlow, Irlanda
- Sestri Levante, Liguria, Italia
- Taza, Marruecos
- Northwich, Cheshire, Reino Unido.
- Kostroma, Rusia